# فيرنون والترز
فيرنون أ. والترز (بالإنجليزية: Vernon A. Walters)‏ (و. 1917 – 2002 م) ضابط في الجيش الأمريكي ودبلوماسي. خدم من عام 1972 إلى 1976 كنائب لمدير المخابرات المركزية ثم كسفير للولايات المتحدة لدى الأمم المتحدة في الفترة من عام 1985 إلى عام 1989 وكسفير لدى جمهورية ألمانيا الاتحادية من عام 1989 إلى عام 1991 خلال المرحلة الحاسمة لإعادة توحيد ألمانيا. ترقى والترز إلى رتبة ملازم عام في الجيش الأمريكي، وهو عضو في قاعة مشاهير الاستخبارات العسكرية.

## مناصب وهيئات
أدار وكالة المخابرات المركزية.

## جوائز
حصل على جوائز منها وسام الحرية الرئاسي.

## روابط خارجية
- فيرنون والترز على موقع IMDb (الإنجليزية)
- فيرنون والترز على موقع مونزينجر (الألمانية)
- فيرنون والترز على موقع ميوزك برينز (الإنجليزية)
- فيرنون والترز على موقع إن إن دي بي (الإنجليزية)
- فيرنون والترز على موقع ديسكوغز (الإنجليزية)
- فيرنون والترز على موقع قاعدة بيانات الفيلم (الإنجليزية)